# Пространство Браунера
В функциональном анализе и связанных областях математики пространством Браунера называется полное локально выпуклое k-пространство {\displaystyle X} обладающее последовательностью компактных множеств {\displaystyle K_{n}} таких что любое компактное множество {\displaystyle T\subseteq X} содержится в некотором {\displaystyle K_{n}}.
Пространства Браунера названы в честь Калмана Браунера, первым начавшего их изучение. Все пространства Браунера стереотипны и находятся в отношении стереотипной двойственности с пространствами Фреше:
- для всякого пространства Фреше {\displaystyle X} его стереотипно сопряженное пространство {\displaystyle X^{\star }} является пространством Браунера,

- и наоборот, для любого пространства Браунера {\displaystyle X} его стереотипно сопряженное пространство {\displaystyle X^{\star }} является пространством Фреше.

### Примеры
- Пусть {\displaystyle M} — {\displaystyle \sigma }-компактное локально компактное топологическое пространство, а {\displaystyle {\mathcal {C}}(M)} — пространство непрерывных функций на {\displaystyle M} (со значениями в {\displaystyle {\mathbb {R} }} или {\displaystyle {\mathbb {C} }}), наделенное обычной топологией равномерной сходимости на компактах в {\displaystyle M}. Сопряженное пространство {\displaystyle {\mathcal {C}}^{\star }(M)} мер с компактным носителем на {\displaystyle M} с топологией равномерной сходимости на компактах в пространстве {\displaystyle {\mathcal {C}}(M)} является пространством Браунера.

- Пусть {\displaystyle M} — гладкое многообразие и {\displaystyle {\mathcal {E}}(M)} — пространство гладких функций на {\displaystyle M} (со значениями в {\displaystyle {\mathbb {R} }} или {\displaystyle {\mathbb {C} }}), наделенное обычной топологией равномерной сходимости по каждой производной на компактах в {\displaystyle M}. Сопряженное пространство {\displaystyle {\mathcal {E}}^{\star }(M)} распределений с компактным носителем на {\displaystyle M} с топологией равномерной сходимости на ограниченных множествах в пространстве {\displaystyle {\mathcal {E}}(M)} является пространством Браунера.

- Пусть {\displaystyle M} — многообразие Штейна и {\displaystyle {\mathcal {O}}(M)} — пространство голоморфных функций на {\displaystyle M}, наделенное обычной топологией равномерной сходимости на компактах в {\displaystyle M}. Сопряженное пространство {\displaystyle {\mathcal {O}}^{\star }(M)} аналитических функционалов на {\displaystyle M} с топологией равномерной сходимости на ограниченных множествах в пространстве {\displaystyle {\mathcal {O}}(M)} является пространством Браунера.

- Пусть {\displaystyle G} — компактно порожденная группа Штейна. Пространство {\displaystyle {\mathcal {O}}_{\exp }(G)} голоморфных функций экспоненциального типа на {\displaystyle G}, является пространством Браунера относительно естественной топологии.[3]